# Bisgoeppertia scandens
Bisgoeppertia scandens är en gentianaväxtart som först beskrevs av Kurt Sprengel och som fick sitt nu gällande namn av Ignatz Urban.
Bisgoeppertia scandens ingår i släktet Bisgoeppertia och familjen gentianaväxter. Inga underarter finns listade i Catalogue of Life.